# Selección de fútbol sub-20 de Burkina Faso
La Selección de fútbol sub-20 de Burkina Faso, conocida también como la Selección juvenil de fútbol de Burkina Faso, es el equipo que representa al país en la Copa Mundial de Fútbol Sub-20 y en el Campeonato Juvenil Africano, y es controlada por la Federación Burkinense de Fútbol.

## Palmarés
- Campeonato Juvenil Africano: 0
  - Semifinales: 1

2003

## Estadísticas

### Mundial Sub-20
- de 1977 a 2001 : No clasificó
- 2003 : Octavos de final
- de 2005 a 2023 : No clasificó

### Campeonato Juvenil Africano
- de 1979 a 1993 : No participó
- de 1995 a 2001 : No clasificó
- 2003 : Cuarto Lugar
- 2005 : No clasificó
- 2007 : Fase de grupos
- de 2009 a 2017 : No clasificó
- 2019 : Fase de grupos
- 2021 : Cuartos de final
- 2023 : No clasificó